# Bags’ Groove (Album)
Bags’ Groove ist ein Jazz-Album von Miles Davis, das am 29. Juni und am 24. Dezember 1954 für Prestige Records aufgenommen, aber erst 1957 veröffentlicht wurde. Für Allmusic stellt es einen Grundstein des Modern Jazz der 1950er Jahre dar.

## Das Album
Zwei Monate nach der Walkin’-Session im April 1954 ging der Trompeter mit seiner Rhythmusgruppe und mit dem jungen Tenorsaxophonisten Sonny Rollins, der inzwischen auch schon unter eigenem Namen Platten aufnahm, erneut ins Studio. Sie spielten drei neue, teilweise erst im Studio fertiggestellte Rollins-Kompositionen ein, Oleo, Doxy und Airegin, die alle zu Jazz-Standards wurden. Beim Titel Oleo führte Miles Davis einen neuen Klang in den Jazz ein: Er spielte mit seinem Harmon-Dämpfer bei einer Studio-Aufnahme direkt ins Mikrophon. Diese Dämpfermethode erzeugte „einen Sound von atemloser Fülle in den Tiefen und eine florettscharfe Eindringlichkeit in den hohen Registern. Er erreicht damit eine expressive Breite von verträumter Melancholie bis zu hektischer und manischer Ängstlichkeit.“ Sonny Rollins erzielte mit seiner trockenen rauen Tonbildung mit diesen Aufnahmen seinen künstlerischen Durchbruch. Bei dieser Aufnahmesitzung entstanden auch zwei "takes" des Gershwin-Klassikers But Not for Me.
Am Weihnachtsabend des Jahres 1954 leitete Miles Davis eine Plattensession, bei der das Titelstück des Albums eingespielt wurde. Außer seiner Rhythmusgruppe hatte "Prestige Records"-Chef Bob Weinstock Milt Jackson und Thelonious Monk engagiert. Die meisten Aufnahmen erschienen 1958 auf der LP Miles Davis and the Modern Jazz Giants. Bei dieser Aufnahmesitzung entstanden zudem zwei "takes" von Jacksons Blues Bags' Groove. Miles hatte sich während des Studiotermins ausbedungen, dass Monk ihn nicht bei seinen Soli begleiten solle. „Die Befreiung von jeglicher Piano-Akkordik verhalf Davis zu einer neuen räumlichen Dimension. Miles bläst zwei Soli – ein langes am Anfang und ein kürzeres am Ende – die den Kult des reinen Sounds, die bloße tonale Schönheit, zum absoluten Höhepunkt treiben und alle seine vorherigen Aufnahmen (auch das phänomenale „Walkin’“) übertreffen.“ Monk bietet in seinen solistischen Einlagen einen Kontrast: „Mit besonders eindrucksvollen Dissonanzen und noch längeren Pausen als gewöhnlich hämmert er auf dem Klavier sein Alternativprogramm zu Miles. (…) Die improvisatorischen Einlagen Milt Jackson zwischen Miles’ ersten und Monks Solo stehen den anderen in nichts nach.“ Für Max Harrison ist hingegen Monks Solo zu Bags' Groove der Höhepunkt der Aufnahmesitzung. So sah es auch der Rezensent der Neuen Zeitschrift für Musik: „Ein Ereignis für sich ist Monks Solo, sparsam und dabei zugleich eine ganze Welt aus Klängen und Rhythmen öffnend; es liefert Stoff für mindestens ein halbes Dutzend Stunden Kompositionsunterricht.“

## Die Titel
1. Bags’ Groove (take 1) (Milt Jackson) 11:12
2. Bags’ Groove (take 2) 9:20
3. Airegin (Sonny Rollins) 4:57
4. Oleo (Sonny Rollins) 5:10
5. But Not for Me (take 2) (George Gershwin/Ira Gershwin) 4:34
6. Doxy (Sonny Rollins) 4:51
7. But Not for Me (take 1) 5:42

## Besetzung
Bags’ Groove (take 1 & 2)
- Miles Davis – Trompete
- Milt Jackson – Vibraphon
- Thelonious Monk – Piano
- Percy Heath – Bass (Instrument)
- Kenny Clarke – Schlagzeug

Oleo, Doxy, Airegin, But Not For Me
- Miles Davis – Trompete
- Sonny Rollins – Tenorsaxophon
- Philly Joe Jones – Schlagzeug
- Horace Silver – Piano
- Percy Heath – Bass (Instrument)
- Kenny Clarke – Schlagzeug

## Rezension
Marcus J. Moore schrieb in Bandcamp Daily, in den beiden Takes von „Bags Groove“ und „But Not For Me“ präsentiere sich eine Band in ihrer dichtesten Form; die Arrangements ließen mehr Raum für Improvisation. Bei der ersten Aufnahme von „Bags Groove“ habe jeder Spieler ausgedehnte Soli, die zu einer elfminütigen Exkursion führten, bei der sich eine All-Star-Besetzung – darunter Thelonious Monk am Klavier – ein wenig entfalten konnte. „Doxy“ habe eine charakteristische Strebe: Das Tenorsaxophon wirke gegen die gemächliche Orchestrierung des Songs aufdringlich; Monks Klavierakkorde, zunächst ein Beiwerk, würden gegen Ende die Führung übernehmen und unterstreichen die raffinierte Essenz des Stücks.

## Diskographische Anmerkung
- Airegin wurde zunächst mit ’Round Midnight (1956) auf einer Single (Prestige 45-413) veröffentlicht.[6] Sämtliche Aufnahmen sind in chronologischer Reihenfolge in der Kompilation Miles Davis Chronicle – The Complete Prestige Recordings enthalten.